# Cattedrale di San Marco (Il Cairo)
La cattedrale di San Marco è la principale Chiesa ortodossa copta e sede del Papa copto. Situata nel distretto di Abbassia, l'attuale edificio è stato realizzato sotto Cirillo VI e inaugurato nel 1968.
La chiesa è dedicata a Marco l'evangelista e ne conserva alcune reliquie trasportate dalla Basilica di San Marco a Venezia.